# Хлопчик, кріт, лисиця та кінь (фільм)
«Хлопчик, кріт, лисиця та кінь» — короткометражний анімаційний фільм, який створено режисерами Пітером Бейнтон і Чарлі Маккесі у 2022 році. Сценарій фільму був написаний Джоном Крокером і Чарлі Маккесі за однойменної ілюстрованої книгою Маккесі 2019 року. Озвучують чотирьох головних героїв Джуд Кауард Ніколл, Том Холландер, Ідріс Ельба та Габріель Бірн. Фільм розповідає про формування дружних стосунків між хлопчиком, кротом, лисом та конем, коли вони шукають дім хлопчика.
Фільм є номінантом премії «Оскар» 2022 та премії Британської кіноакадемії.

## Історія
На початку 2020 року, після того як книга Чарлі Маккесі стала бестселером, її намагались екранізувати. Права на екранізацію придбала Кара Спеллер, британська продюсерка кіно та телебачення. Продюсували фільм компанії Apple Studios, NoneMore Productions та Bad Robot Productions.
Фільм було створено дистанційно під час пандемії COVID-19. Над фільмом працювало понад 120 людей з понад 20 країн, які мали завдання розробити анімаційний стиль, схожий зі стилем книги, використовуючи для персонажів контури чорнилом з витонченими деталями та своєрідну акварельну текстуру фону.
Фільм «Хлопчик, кріт, лисиця та кінь» вперше вийшов у Великій Британії на BBC One та BBC iPlayer 24 грудня 2022 року, а на наступний день його почали показувати на Apple TV+ в інших країнах. Фільм отримав схвальні відгуки критиків та був нагороджений на премією «Оскар» 2022 за найкращий короткометражний анімаційний фільм та премією Британської кіноакадемії як найкращий короткометражний мультфільм 2022 року.  

## Сюжет
Хлопчик загубився серед зимової пустинної місцевості, де зустрів доброзичливого Крота, який запропонував йому допомогти знайти дорогу до дому. Хлопчик.шукає дім, але не пам'ятає якій його дім й не знає чи був він у нього. Хлопчик та Кріт знайшли велике дерево, на гілці якого випочивали. До них прийшов голодний Ліс, який хотів з'їсти Крота, але його відволікли звуки птахів у лісі. Потім Кріт та Хлопчик врятували цього Ліса з пастки, а він пізніше врятував Крота з річки, в яку він потрапив. За порадою Крота вони вирішили знайти річку та йти по її берегу, поки не знайдуть населений пункт.  
Ховаючись від непогоди в лісі, вони зустрічають Коня, який доєднується до них. Герої фільму спілкуються на теми людяності, емпатії та співчуття, й с часом стають друзями. Кінь виявився пегасом, й він допоміг знайти село з ймовірним домом Хлопчика, коли вони всі разом літали на ньому. Але Хлопчик не захотів йти до села, сказавши, що дім там, де близькі йому істоти. Він повернувся до Коня, Крота та Ліса. Друзі разом розсілись, щоб дивитися на зірки в нічному небі.

## Озвучування
- Джуд Ковард Ніколл ― Хлопчик
- Том Холландер ― Кріт
- Ідріс Ельба ― Лис
- Габріель Бірн ― Кінь

## Виробництво
— Чарлі Маккесі
У 2019 році Чарлі Маккесі на основі своїх ескізів, які він публікував в Instagram, створив ілюстровану книгу «Хлопчик, кріт, лисиця та кінь» про хлопчика, який потоваришував з кротом, лисицею та конем під час дороги до дому. Книга стала бестселером, на початку 2020 року було продано понад 250 000 примірників. Кілька продюсерів намагалися придбати права для екранізації повнометражного фільму. Британська продюсерка Кара Спеллер та британський підприємець Метью Фройд вирішили адаптувати книгу у короткометражний анімаційний фільм . Вони заснували продюсерську компанію під назвою NoneMore Productions, щоб профінансувати фільм. Джей Джей Абрамс та Ханна Мінгелла також продюсували фільм під брендом Bad Robot Productions. 
Спеллер вважала, що для успіху фільму треба було плідно працювати з Чарлі Маккесі, тому що «з книги одразу видно, що він має неймовірно сильне чуття щодо того, що робить». Спеллер вважала захопливим те, що в продовж створення фільму Маккейсі, «хоча ...й знає персонажів краще за будь-кого, дізнався про них набагато більше». 
Режисером фільму виступив Пітер Бейнтон, співавтором сценарію став Джон Крокер, а чотирьох головних персонажів озвучили Джуд Кауард Ніколл, Том Голландер, Ідріс Ельба та Габріель Бірн. Джуд Кауард Ніколл був обраний з 300 осіб, які проходили кастинг на цю роль,та з чотирьох акторів був новачком в акторській справі. Команда фільму «шукала певну крихкість і вразливість у голосі хлопчика [...], щоб люди, почувши голос хлопчика, захотіли подбати про нього [...] (голос Ніколла) це та якість, яку ми шукали в голосі хлопчика: дуже м’який, дуже ніжний, невпевнений голос» .

### Анімація та дизайн
У фільмі працювала міжнародна знімальна група з понад 120–150 осіб з понад 20 країн. Виробництво розпочалося в середині пандемії COVID-19, тому кожен учасник був змушений працювати віддалено. Спеллер створювала команду аніматорів та постановників, «шукаючи найталановитіших артистів, яких тільки можна знайти; неважливо, де вони знаходяться у світі, головне, щоб ви вважаєте, що вони підходять для проєкту та для команди». Вона назвала це «феноменальною спробою», оскільки кожен учасник зробив усе можливе й навіть більше.  Маккесі стверджував, що створення фільму було зворушливим, оскільки «це була значною мірою подорож доброти та дружби. Ми всі стали друзями.».
Бейнтон згадував: «Одна з перших речей, які я пам’ятаю, (коли познайомився з малюнками Маккезі) це дуже реалістичні та пропорційно складені кінь, лисиця та дитина, а потім цей дивний, маленький, графічний кріт. [...] Це дуже чарівний аспект того, що створив Чарлі, такий контраст.  Бейнтон зазначив, що «малюнки Чарлі підкріплені чудовими знаннями анатомії [...] коня, хлопчика чи лисиці. З кротом все трохи інакше».  Він додав, що виклик для аніматорів полягав у перетворенні стилю вишуканих ілюстрацій Маккезі в книзі на анімацію та пошуку «способу малювання персонажів, [...] щоб передати тонкі емоції». Оскільки стиль Маккезі був вільним і незавершеним, процес включав малювання ліній анатомічно правильних персонажів олівцем та проходження поверх них тушью, щоб надати повної форми. Фон був виконаний у стилі ручного розпису, щоб нагадувати текстуру акварелей Маккезі з книги. Команда аніматорів, очолювана супервайзерами Тімом Воттсом, Габріеле Цуккеллі, Сетаре Ерфан та арт-директором Майком Маккейном, ретельно працювала над деталями персонажний та пейзажу, і під час процесу малювання та розкадровки шукали «ту дуже тонку межу, яка ніби дрейфує навколо персонажів». Пітер Бейнтон розповів, що щоб зробити це «треба було розробити натуралістичний, якомога немультяшний підхід для хлопчика, лисиці та коня та іншу анімацію для крота».

### Музика
Англійська композиторка Ізобель Воллер-Брідж, що написала музику до фільму, сказала, що музика була «насправді енергією Чарлі, я думаю, що це справді живило музику, як і сам матеріал з книги. Вони так тісно пов'язані, як ви можете собі уявити. Тож я просто слухала Чарлі, чесно кажучи, те, як він говорить, як він дивиться на світ, а потім звертала пильну увагу на те, чому саме він написав книгу і чому він вважав важливим зняти фільм. Тож музика була просто продовженням цієї енергії, і все, аж до інструментації та вибору фортепіано, здавалося справді, справді важливим».  Звукове оформлення та музика виникли одночасно, й музика була написана ще до завершення фільму. Оркестрові партії виконував радіооркестр Британської телерадіомовної корпорації під керівництвом Джеффа Александера. 

## Реліз
У жовтні 2022 року було оголошено, що Apple Studios розповсюджуватиме фільм «Хлопчик, кріт, лисиця та кінь» як оригінальний фільм Apple по всьому світу,  за винятком Великої Британії, де його натомість випустила BBC .  Його просування відбулося за допомогою двох трейлерів, випущених 9 та 12 грудня 2022 року.   Реклама 21 грудня 2022 року була запущена ексклюзивно на Collider  .
Прем'єра короткометражного фільму відбулася на BBC One 24 грудня 2022 року, а наступного дня його транслювали по всьому світу через Apple TV+ .

## Сприйняття фільму

### Критика
На американському веб-сайті, що збирає відгуки про кіно та телебачення Rotten Tomatoes, відгуки фільму «Хлопчик, кріт, лисиця та кінь» мають 78% позитивних критиків, а також фільм отримав рейтинг 8,2/10. Веб-сайт Metacritic, який використовує середньозважену оцінку, присвоїв фільму 75 балів зі 100. На сайті UAKino цей фільм українською мовою має рейтинг 7,8/10.
Американська письменниця Емілі Бернард сказала: «Шанувальники книги Маккейсі будуть у захваті, побачивши, що його намальовані від руки ілюстрації чудово потрапили на екран, не втратили при цьому своєї акуратної, але водночас неохайної естетики. [...] фільм менше схожий на короткометражний фільм із розвитком сюжету, а більше на зворушливу книгу. Він не має такого ж темпу чи сюжетної рушійної сили, як типовий короткометражний фільм, але це лише додає йому шарму». 
Меган Грей з The Independent написала: « Хлопчик, кріт, лисиця та кінь — це заклик до роздумів для дорослих та світ мудрості для дітей. Ця 30-хвилинна історія залишить вас з надією та, ймовірно, трохи зі сльозами. Вийти з неї без змін практично неможливо».
Аніта Сінгх з британської газети «The Daily Telegraph» написала: «Найчудовіше в цьому — це зовнішній вигляд [...] дозволяє вам відключитися від світу на півгодини.» .
У негативному огляді Джеймс Волтон з «The Spectator» сказав: «Фільм Маккейзі [...] як зворушлива різдвяна класика. Проблема в тому, що ця надія так відверто, навіть відчайдушно очевидна на екрані — фільм практично благає нас вважати її одночасно чарівною та зворушливою».

### Нагороди
| Премія                       | Дата             | Кактегорія                                                                                       | Кого нагородили                                            | Результат | Прим.  |
| ---------------------------- | ---------------- | ------------------------------------------------------------------------------------------------ | ---------------------------------------------------------- | --------- | ------ |
| Премія БАФТА у кіно          | 19 січня 2023    | Найкращий британський короткометражний анімаційний фільм                                         | Пітер Байнтон, Чарлі Маккесі, Кара Спеллер, Ханна Мінгелла | Перемога  | [ 24 ] |
| Енні (премія)                | 25 лютий 2023    | Найкращий анімаційний спеціальний проект                                                         | фільм                                                      | Перемога  | [ 25 ] |
| Енні (премія)                | 25 лютий 2023    | Видатне досягнення в анімаційних ефектах в анімаційному телевізійному/трансляційному виробництві | Пітер Бейнтон, Реймонд Панг, Марсіал Кулон                 | Номінація | [ 25 ] |
| Енні (премія)                | 25 лютий 2023    | Видатне досягнення в анімації персонажів в анімаційному телевізійному/радіопродукції             | Тім Воттс                                                  | Перемога  | [ 25 ] |
| Енні (премія)                | 25 лютий 2023    | Видатне досягнення в режисурі анімаційного телевізійного/радіо-виробництва                       | Пітер Бейнтон, Чарлі Маккесі                               | Перемога  | [ 25 ] |
| Енні (премія)                | 25 лютий 2023    | Видатні досягнення в редакційній роботі в анімаційному телевізійному/радіо-виробництві           | Даніель Будін                                              | Перемога  | [ 25 ] |
| Енні (премія)                | 25 лютий 2023    | Видатні досягнення в музиці в анімаційному телевізійному/радіопродукції                          | Ізобель Воллер-Брідж, Чарлі Маккесі                        | Номінація | [ 25 ] |
| Енні (премія)                | 25 лютий 2023    | Видатне досягнення в галузі дизайну-постановки в анімаційному телевізійному/радіопродукції       | Майк Маккейн                                               | Номінація | [ 25 ] |
| Оскар (кінопремія)           | 12 березень 2023 | Найкращий короткометражний анімаційний фільм                                                     | Чарлі Маккесі та Метью Фрейд                               | Перемога  | [ 26 ] |
| Золотий трейлер (кінопремія) | 29 червень 2023  | Найкращий анімаційний/сімейний фільм                                                             | "Together" (мотив)                                         | Номінація | [ 27 ] |
| Золотий трейлер (кінопремія) | 29 червень 2023  | Найкращий оригінальний саундтрек                                                                 | "Together" (мотив)                                         | Номінація | [ 27 ] |
| Золотий трейлер (кінопремія) | 29 червень 2023  | Найкращий анімаційний/сімейний телевізійний ролик (для повнометражного фільму)                   | "Brave" (мотив)                                            | Номінація | [ 27 ] |

## Зовнішні посилання
Хлопчик, кріт, лисиця та кінь на сайті IMDb (англ.)  